# تپه گاو بار علیا ۱
تپه گاو بار علیا ۱ مربوط به عصر مفرغ - عصر آهن - دوره اشکانیان است و در شهرستان ازنا، بخش جاپلق، دهستان جاپلق شرقی، ۲۰۰ متری غرب روستای گاو بار علیا واقع شده و این اثر در تاریخ ۷ اسفند ۱۳۸۶ با شمارهٔ ثبت ۲۱۳۷۶ به‌عنوان یکی از آثار ملی ایران به ثبت رسیده است.